# Aksenia
Aksenia – bierna odporność roślin na patogeny, jest odpornością konstytutywną, czyli istniejącą niezależnie od kontaktu z patogenem. Formą aksenii są przystosowania anatomiczno-morfologiczne zapewniające barierę przed wniknięciem czynników chorobotwórczych. Barierami takimi są kutykula lub woskowy nalot pokrywający liście oraz nieliczne i małe aparaty szparkowe. Aksenia obejmuje także przystosowania fizjologiczno-chemiczne istniejące w roślinie przez cały czas.